# En-hedu-anna

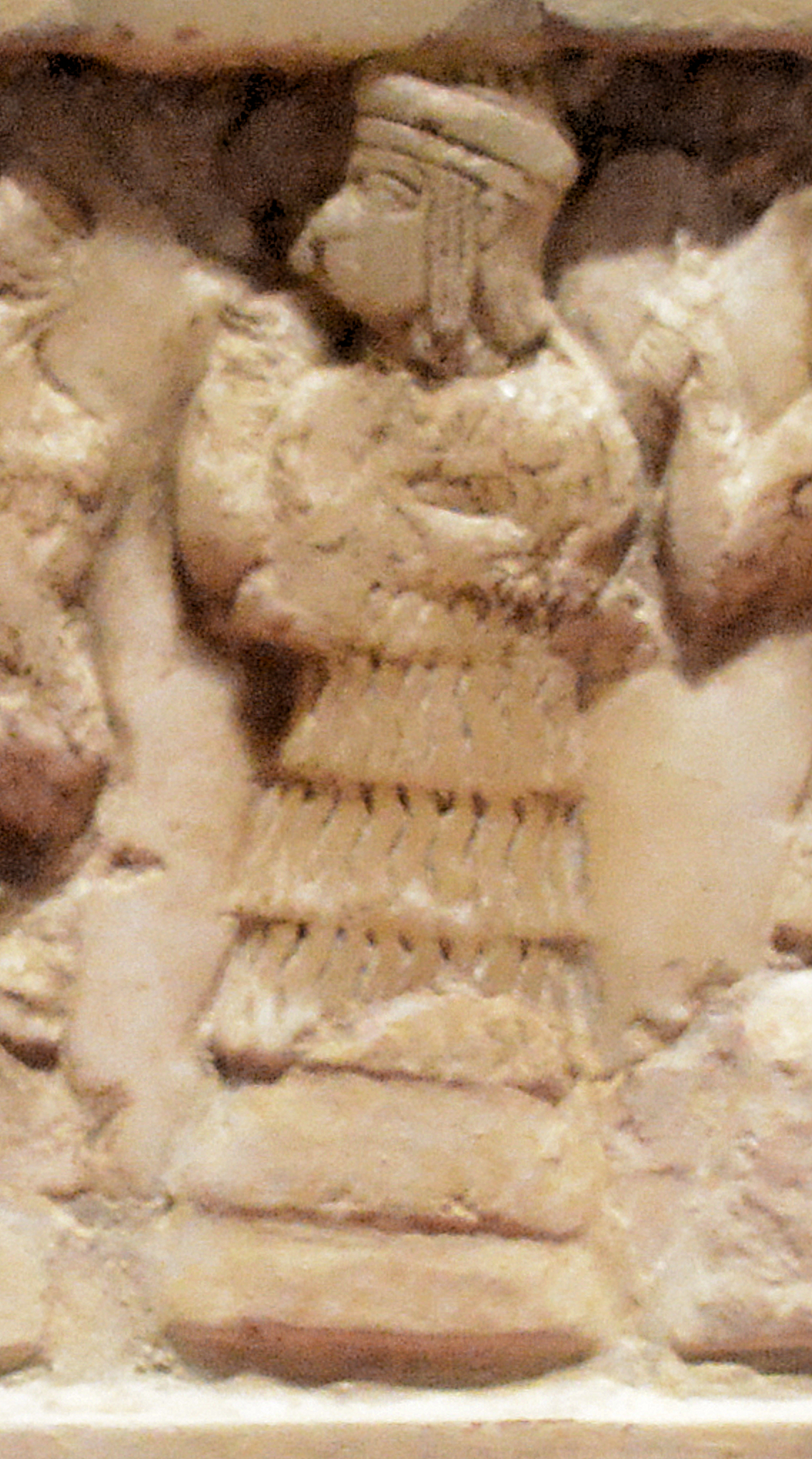
En-hedu-ana auf der sogenannten „Disk of Enheduanna“, einer zeitgenössischen Darstellung aus dem Gipar von Ur; heute im University of Pennsylvania Museum of Archaeology and Anthropology in Philadelphia.

En-ḫedu-ana (auch En-hedu-anna, En-chedu-ana; sumerisch En-he2-du7-an-na, auch Enḫeduanna/Encheduanna/Enheduanna) war En-Priesterin des Gottes Nanna-Suen in der Stadt Ur im 23. Jh. v. Chr. und Tochter Sargons von Akkade. Als erste historisch bekannte Autorin, deren Werke schriftlich überliefert sind, gilt sie heute als bedeutendste Frauengestalt ihres Jahrtausends.

## Leben
En-hedu-anna war die Tochter von Sargon von Akkad. Sie bekleidete das Amt der Hohepriesterin des Mondgottes Nanna in der südmesopotamischen Stadt Ur und war zugleich dessen Gemahlin. Ihr Name lautet aus dem Sumerischen übersetzt: „Hohepriesterin, Zierde des Himmels(gottes) An“. 

### Ernennung zur En-Priesterin
Um 2350 v. Chr. hatte Sargon von Akkad das gesamte Zweistromland erobert und mit dem Akkadischen Reich den ersten Flächenstaat des Alten Orients geschaffen. Man kann davon ausgehen, dass er seine Tochter als En-Priesterin des Nanna in der Stadt Ur einsetzte, wie es auch von späteren Königen belegt ist.
Das sumerische Wort En bedeutet wörtlich „Herr“ (in manchen Städten wie Uruk de facto ein Königstitel), bezeichnet jedoch auch das höchste weibliche Priesteramt (akkadisch entu(m)). In Ur galt En-ḫedu-anna als Gemahlin des Stadtgottes Nanna/Suen und wurde dementsprechend mit der Göttin Ningal identifiziert. Ihr Amtssitz war damit das E-gipar.

### Rebellion des Lugal-Ane
Gegen Ende der Regentschaft von Sargons Enkel Narām-Sîn kam es zur Rebellion zahlreicher ehemaliger Stadtstaaten gegen die akkadische Zentralgewalt. Aus Hinweisen im Lied Nin me šara lassen sich die Ereignisse aus Sicht von En-ḫedu-anna rekonstruieren: So kam in ihrer Stadt Ur ein gewisser Lugal-Ane an die Macht, der sich als neuer Herrscher auf die Legitimation durch den Stadtgott Nanna berief. Wahrscheinlich ist dieser identisch mit einem Lugal-An-na oder Lugal-An-né, der in altbabylonischen literarischen Texten über den Krieg als König von Ur erwähnt wird. Offenbar forderte Lugal-Ane von der Hohepriesterin und Gemahlin des Mondgottes En-ḫedu-anna, seine Machtergreifung zu bestätigen. En-ḫedu-anna als Vertreterin der sargonidischen Dynastie verweigerte dies, woraufhin sie von ihrem Amt suspendiert und aus der Stadt vertrieben wurde. Die Erwähnung des Tempels E-ešdam-ku deutet darauf hin, dass sie daraufhin in der Stadt Ĝirsu Zuflucht fand. In diesem Exil komponierte sie das Lied Nin me šara, dessen Aufführung die Göttin Inanna – als Ištar die Schutzgöttin ihrer Dynastie – zum Eingreifen zugunsten des Akkad-Reiches bewegen sollte.
Tatsächlich gelang es dem König Narām-Sîn, die Rebellion des Lugal-Ane und weiterer Könige niederzuschlagen und die akkadische Zentralgewalt für den Rest seiner Regentschaft wiederherzustellen. Wahrscheinlich kehrte En-ḫedu-anna daraufhin in ihr Amt in der Stadt Ur zurück.

### Nachwirkung
Zur Herrschaftssicherung und wohl im Dienste der Integrationspolitik (der unterworfenen sumerischen Bevölkerung) blieb es auch unter den Nachfolgern Sargons Brauch, die höchsten Priesterämter mit den Töchtern der Herrscher zu besetzen. En-men-ana, Tochter des Narām-Sîn, übernahm entsprechend als En-hedu-annas Nachfolgerin das Amt der En-Priesterin.
Die von En-ḫedu-anna verfassten oder ihr zugeschriebenen Literaturwerke wurden noch Jahrhunderte nach ihrem Tod weitertradiert; in altbabylonischer Zeit (ca. 2000–1600 v. Chr.) fanden diese unter anderem in der fortgeschrittenen Schreiberausbildung Verwendung. Nin me šara zählte zur Dekade, einem Curriculum von zehn bedeutenden literarischen Werken in der Ausbildung der altbabylonischen Schreiber.

## Werk
En-ḫedu-ana gilt als erste namentlich bekannte Autorin (oder Autor) der Menschheitsgeschichte. Ihrer literarischen „Pionierrolle“ war sie sich durchaus bewusst: sie ist die erste Schriftstellerpersönlichkeit, die sich selbst namentlich erwähnt und die in ihren Werken Persönliches schreibt. Mit ihrem Namen sind mehrere religiöse Literaturwerke in sumerischer Sprache verbunden:
- Nin me šara („Herrin der unzähligen Me“; modern auch The Exaltation of Inana / Inana B) ist ein Preislied an die Göttin Inanna von 154 Zeilen. Nach Claus Wilcke gehört der Text „zum Schwierigsten, das es in der literarischen Überlieferung in sumerischer Sprache gibt“[9]. Die erste vollständige Edition von Nin me šara entstand durch Hallo / van Dijk 1968.[10] Eine grundlegend neue Bearbeitung auf Basis einer breiteren Textgrundlage sowie neuerer Sprachforschung und Textkritik veröffentlichte Annette Zgoll 1997[11] (weitere Verbesserungen in Zgoll 2014[12] und 2021[13]).  Das Werk nimmt Bezug auf die Rebellion des Lugal-Ane und En-ḫedu-annas Verbannung. Wahrscheinlich im Exil in Ĝirsu verfasst[14], soll das Lied die Göttin Inanna dazu bewegen, zugunsten En-ḫedu-annas und der sargonischen Dynastie in den Konflikt einzugreifen. Hierzu konstruiert der Text einen Mythos: An, der König der Götter, stattet die Göttin Inanna mit göttlichen Kräften aus und lässt sie sein Urteil über alle Städte von Sumer vollstrecken, wodurch sie selbst zur Herrscherin des Landes und mächtigsten aller Götter wird. Als nunmehr die Stadt Ur gegen ihre Herrschaft rebelliert, fällt Inanna ihr Urteil über diese und lässt es durch Nanna, den Stadtgott von Ur und ihren Vater, vollstrecken. Inanna ist somit zur Herrin von Himmel und Erde gleichermaßen geworden – und somit befähigt, auch über die ursprünglich höhergestellten Götter (An und Nanna) ihren Willen durchzusetzen, der in der Zerstörung von Ur und Lugal-Ane resultiert. Nin me šara wurde somit als mächtiges Ritual verstanden, das direkten Einfluss auf den Ausgang des Krieges hatte.[15] En-ḫedu-anna nennt sich in Z. 67 und 81 als Autorin und Sprecherin, die unmittelbar auf ihr eigenes Schicksal Bezug nimmt.
- Innin ša gura („Herrin des großen Herzens“, modern auch Inana C) ist eine weitere Hymne an Inanna von 274 Zeilen Länge. Auch in dieser findet sich die Selbstidentifikation En-ḫedu-annas, während der unmittelbare historische Kontext fehlt. Neben ausführlichen Preisungen der Allmacht und Zerstörungskraft Inannas finden sich Bezüge auf die Erhöhung Inannas durch An sowie den Mythos von Inanna und Ebiḫ. Die Auflistung von Machtmitteln (Me) der Inanna in Innin ša gura weist Parallelen zu lexikalischen Listen auf.
- Die Tempelhymnen sind eine Sammlung von 40 kurzen Hymnen an die Tempel der Städte Mesopotamiens von insgesamt 545 Zeilen. Die Abfolge der Städte von Süden, beginnend mit Eridu, nach Norden mit Akkade, Sippar und Ešnunna umfasst alle wichtigen Städte des Landes Sumer und Akkad zur Zeit Sargons. Der Text stellt eine wichtige Quelle für die Identifikation von Tempeln und Göttern sowie die damit verbundenen religiösen Vorstellungen dar. Vereinzelt bezieht sich der Text auf Ritualhandlungen und mit den Tempeln assoziierte Mythen.
- Mehrfach wird En-ḫedu-anna auch in einem balbale-Lied an Nanna (konv. Nanna C) erwähnt, doch bleibt die genaue Verbindung zu ihrer Biografie unklar.

All diese Texte sind nur aus Abschriften der altbabylonischen Zeit (ca. 2000–1600 v. Chr.) erhalten, während Manuskripte aus der Zeit En-ḫedu-annas selbst bislang fehlen. Im Falle von Nin me šara sprechen eine Vielzahl von orthografischen, literarischen und historischen Kriterien für eine Entstehung in der altakkadischen Zeit, d. h. durch En-ḫedu-anna.  Während der Inhalt dieses Textes klar auf unmittelbare Ereignisse im Leben der Priesterin verweist und einem zeitgenössischen Zweck diente (die Göttin Inanna zum Eingreifen im Bürgerkrieg zu bewegen), lässt sich bei den anderen Kompositionen weniger zuverlässig bestimmen, ob diese ebenfalls von En-ḫedu-anna selbst verfasst oder dieser nachträglich zugeschrieben wurden. Die Erwähnung des neusumerischen Königs Šulgi (reg. 2092 bis 2045 v. Chr.) in den Tempelhymnen (129 ff) belegt, dass dieser Text noch lange nach Lebzeiten En-ḫedu-annas zumindest überarbeitet wurde.
In der Forschung wurde bisweilen auch das als Inanna und Ebiḫ (Innin me ḫuša) bekannte Epos der Autorenschaft En-ḫedu-annas zugeschrieben. Dieses weist zwar deutliche inhaltliche Parallelen zu Nin me šara und Innin ša gura auf, zeigt aber eine von diesen verschiedene Darstellung der politischen Geographie und göttlichen Protagonisten, die sich als kritische Position zur sargonidischen Expansionspolitik verstehen lässt.